# 1969 à Terre-Neuve-et-Labrador
Chronologie de Terre-Neuve-et-Labrador
- 1965
- 1966
- 1967
- 1968
- 1969
- 1970
- 1971
- 1972
- 1973

Cette page concerne des événements survenus en 1969 dans la province canadienne de Terre-Neuve-et-Labrador.

## Politique
- Premier ministre : Joseph Smallwood
- Chef de l'Opposition :
- Lieutenant-gouverneur :
- Législature :

## Naissances
- 9 décembre : Sebastian Spence (né à Saint-Jean de Terre-Neuve), acteur canadien, interprète de Cade Forster, personnage principal de la série télévisée First Wave.